# The Boss Is Back!
The Boss Is Back! è un album di Gene Ammons, pubblicato dalla Prestige Records nel 1969. Il disco, che segna il ritorno di Ammons sulle scene musicali dopo una lunga pena detentiva, fu registrato al Van Gelder Studio di Englewood Cliffs, New Jersey (Stati Uniti) o, secondo altre fonti a New York.

## Tracce
Lato A
1. The Jungle Boss – 5:35 (Gene Ammons, Junior Mance) – Registrato il 10 novembre 1969
2. I Wonder – 7:55 (Cecil Gant, Raymond Leveen) – Registrato il 10 novembre 1969
3. Feeling Good – 5:40 (Anthony Newley, Leslie Bricusse) – Registrato l'11 novembre 1969

Lato B
1. Tastin' the Jug – 7:20 (Gene Ammons) – Registrato il 10 novembre 1969
2. Here's That Rainy Day – 6:00 (James Van Heusen, Johnny Burke) – Registrato il 10 novembre 1969
3. Madame Queen – 6:45 (Gene Ammons) – Registrato il 10 novembre 1969

## Musicisti
Brani A1, A2, B1, B2 e B3
- Gene Ammons - sassofono tenore
- Prince James - sassofono tenore (solo nel brano: The Jungle Boss)[4]
- Houston Person - sassofono tenore (solo nel brano: The Jungle Boss)
- Junior Mance - pianoforte
- Buster Williams - contrabbasso
- Frankie Jones - batteria
- Candido (Candido Camero) - congas

Brano A3
- Gene Ammons - sassofono tenore
- Sonny Phillips - organo
- Bob Bushnell - basso elettrico
- Bernard Purdie - batteria